# Burnt Hill
Le village de Burnt Hill est une petite localité rurale du district de Waimakariri, située dans l’Île du Sud de la Nouvelle-Zélande.

## Toponymie
Elle a été dénommée d’après le petit volcan éteint, qui siège à proximité, dans le coin sud-est du centre-ville .

## Climat
La moyenne des températures en été est de 16,2 °C, et en hiver est de 5,9 °C
| Mois      | température Normale |
| --------- | ------------------- |
| Janvier   | 16,8 °C             |
| Février   | 16,3 °C             |
| Mars      | 14,6 °C             |
| Avril     | 11,6 °C             |
| Mai       | 8,3 °C              |
| Juin      | 5,8 °C              |
| Juillet   | 5,3 °C              |
| Août      | 6,5 °C              |
| Septembre | 8,9 °C              |
| Octobre   | 11,2 °C             |
| Novembre  | 13,3 °C             |
| Décembre  | 15,5 °C             |